# Little Trees
Little Trees var en kortlivet dansk teen pop pigegruppe fra København. De er bedst kendt for deres bidrag til tegnefilmen Hjælp! Jeg er en fisks soundtrack, hvor de sang sangen "Help! I'm a Fish (Little Yellow Fish)".
"Help! I'm a Fish (Little Yellow Fish)" blev produceret af Ole Evenrud, der også havde produceret sange for A*Teens. Evenrud producerede også en sang til den danske duo Creamy, som minder meget om "Help! I'm a Fish (Little Yellow Fish)".
Trioen bestod af Marie Brøbech, Stephanie Nguyen og Sofie Walburn Kring, som var henholdsvis 13, 14 og 15 år gamle på dette tidspunkt. Pigerne havde kendt hinanden siden barndommen og havde været interesserede i sang og dans siden 8-9-års alderen. Producerne på sountracket til Hjælp! Jeg er en fisk lod trioen synge titelsangen, men deres succes blev ganske kort, og gruppen udkom ikke med mere materiale efter deres anden single.
Deres sang "Help I'm a Fish" solgte triple platin i Skandinavien og kom ind på UK Singles Chart, hvor den toppede som #11.

## Diskografi

### Singler
| Title                                   | Year | UK Singles Chart |
| --------------------------------------- | ---- | ---------------- |
| "Help! I'm a Fish (Little Yellow Fish)" | 2001 | 11               |
| "Turn Around"                           | 2002 | —                |